# Nikon F60
Pour les articles homonymes, voir F60.
Le Nikon F60 est un appareil photographique reflex mono-objectif autofocus argentique commercialisé par la firme Nikon entre 1998 et 2000.

## Histoire
Le Nikon F60 est un appareil d'entrée de gamme petit et léger. Il est l’intermédiaire entre le Nikon F50 et le Nikon F70. Il existe en noir ou en argenté.

## Caractéristiques
Reflex mono-objectif 35 mm autofocus à exposition automatique. Compatible avec les objectifs en monture Nikon F avec AI. Son autofocus ne fonctionne évidemment qu'avec des objectifs AF. Obturateur plan focal à rideaux métalliques défilants verticalement donnant les vitesses de 30 secondes à 1/2000.
Le viseur couvre 90% du champ. Il est muni d'un correcteur dioptrique.
La mesure de lumière TTL est matricielle six zones. L'exposition peut se faire de plusieurs manières :
- Programmée avec décalage.
- Programmes "résultats" paysage, portrait, macro, sport, nocturne.
- Priorité ouverture
- Priorité vitesse
- Manuel
- Mode "universel" Automatique "vert"

L'appareil est muni d'un flash intégré de nombre guide 15 et d'un sabot à quatre contacts (plus la masse) pouvant recevoir n'importe quel flash avec différents niveaux d'utilisation des fonctions de l'appareil.
L'autofocus est capable de déterminer si le sujet est fixe ou en mouvement et règle le mode de suivi en fonction.

## Accessoires compatibles
- Le Nikon F55 accepte tous les objectifs en monture F, de préférence autofocus.
- Tous les flash peuvent être utilisés avec des utilisations différentes des fonctions de l'appareil. Nikon recommandait ses flash SB-22s, SB-23, SB-27 et SB-28 qui pouvaient aussi être reliés à l'appareil par le câble TTL SC-17 ou le contrôleur de flash asservi sans câble SU-4[4].